# На глубине морской 3D
На глубине морской 3D — короткометражный фильм, полностью снятый трехмерными камерами IMAX. Вышел в 2009 году.

## Сюжет
Подводный взгляд на разнообразные прибрежные районы Южной Австралии, Новой Гвинеи и Индо-Тихоокеанских районов и влияние глобального потепления на океаны.
В фильме показаны повадки и среда обитания Больших Белых Акул, Ярких Каракатиц, Морских Драконов, Гигантских Скатов, Медуз, Зеленых морских черепах, игривых австралийских морских львов, шестифутовых угрей и многих других красочных рыб и морских обитателей.

## Оценки
Сайт Metacritic дал фильму оценку 77/100.

### Номинации
- Motion Picture Sound Editors, USA (2011)
- International Film Music Critics Award (IFMCA) (2010)[2]